# وارن ملویل اندرسون
وارن ملویل اندرسون (انگلیسی: Warren Melville Anderson; ۳۱ اوت ۱۸۹۴ – ۱۰ فوریهٔ ۱۹۷۳) فرد نظامی اهل استرالیا بود. وی همچنین برندهٔ جوایزی همچون نشان امپراتوری بریتانیا شده‌است.